# ورا جما
ورا جما (ایتالیایی: Vera Gemma؛ زادهٔ ۴ ژوئیهٔ ۱۹۷۰) یک هنرپیشه اهل ایتالیا است.
از فیلم‌ها یا برنامه‌های تلویزیونی که وی در آن نقش داشته‌است می‌توان به ورق‌باز اشاره کرد.